# Katumba Wamala
 (juin 2021).
Si vous disposez d'ouvrages ou d'articles de référence ou si vous connaissez des sites web de qualité traitant du thème abordé ici, merci de compléter l'article en donnant les références utiles à sa vérifiabilité et en les liant à la section « Notes et références ».
Pour les articles homonymes, voir Wamala.
Edward Katumba Wamala, né le 19 novembre 1956, est un militaire et homme politique ougandais, ministre des Travaux publics et des Transports depuis 2019. Il est victime d’une tentative d'assassinat le 1er juin 2021 à Kampala, la capitale du pays.

## Tentative d'assassinat

### Faits
Le 1er juin 2021, quatre personnes à motocyclette ont ouvert le feu sur le véhicule de l'armée dans lequel Wamala voyageait à Kampala. La fille de Wamala, Brenda Wamala, et son chauffeur, Haruna Kayondo, ont été tués. Wamala a reçu des blessures aux deux épaules.

### Réactions
Le président ougandais, Yoweri Museveni, a condamné l'attaque, la décrivant comme le travail de "porcs qui ne valorisent pas la vie".